# Alfons Václav Paar
Alfons Václav Paar (31. května 1932 Morcote, Švýcarsko – 6. února 2016 Lugano, Švýcarsko), celým jménem Alfons Václav Marie Vilém Viktor Karel Pius Paar. Pocházel ze šlechtického rodu Paarů a byl 7. knížetem, svobodným pánem na Hartbergu a Krottensteinu (Fürst von Paar, Freiherr auf Hartberg und Krottenstein).

## Život

### Původ
Narodil se jako prvorozený syn Alfonse Paara (1903–1979), 6. knížete Paara, který podepsal Prohlášení české a moravské šlechty v září 1939, a jeho manželky Sophie, rozené hraběnky Schlitz von Görtz (1906–2003). V roce 1963 byl adoptován prastrýcem Václavem Paarem (1878–1964). Bratr Karel Eduard (* 1934) byl v letech 1981–1988 a znovu 2004–2011 českým velkopřevorem řádu maltézských rytířů.

### Studium a kariéra
Do 14 let vyrůstal v Bechyni, kde chodil na základní školu a kterou opustil v roce 1947. Ve Švýcarsku studoval internátní gymnázium a po jeho ukončení studoval tlumočnictví v Ženevě. Zaměstnaný byl v cestovní kanceláři a pak pracoval v bankovnictví. Byl členem Suverénního řádu Maltézských rytířů, do kterého jej přihlásil otec. Po roce 1990 mu byl vrácen zámek v Bechyni, který vložil do společnosti APS. V roce 2016 zemřel na zápal plic v Luganu ve Švýcarsku.

### Rodina
V Luganu se 23. ledna 1969 oženil s Marií Gabrielou von Mallinckrodt (* 7. listopadu 1946 Sünching), dcerou JUDr. Georga von Mallinckrodt a Angely, rozené Strachwitz. V roce 1982 se ale rozvedli a Marie Gabriela se o dva roky později provdala za Jörga Bohna (* 1941). Narodili se jim dvě děti:
- 1. Desirée (* 8. 11. 1969 Sorengo/Lugano)
  - ∞ (26. 6. 1993 Como) Nicolò Filippo von Wunster (* 4. 2. 1962 Bergamo)
- 2. Hubertus Carl (* 11. 12. 1971 Sorengo/Lugano), do roku 2016 dědičný hrabě, poté 8. kníže